# Байко, Мария Яковлевна
Мария Яковлевна Байко́ (1931—2020) — советская и украинская певица (меццо-сопрано). Народная артистка Украинской ССР (1979).

## Биография
Родилась 2 марта 1931 года в селе Яблоница. Выступала в трио сестёр Байко вместе с сёстрами Даниилой и Ниной.
Репертуар: украинские народные песни, романсы Н. В. Лысенко, С. Ф. Людкевича, А. И. Кос-Анатольского, Б. М. Фильц, В. А. Барвинского.
Выступала с сольным концертом в Тернополе (1990), участвовала в конкурсах певцов имени С. Крушельницкой (1990—1998), создании Тернопольского т-ва «Лемковщина» (1990), фестивалях лемковской культуры в городе Монастыриска (1991, 2001—2002) и с. Гутиско Бережанского района (1999), вечере памяти В. Вихруща (2002). Профессор кафедры академического пения в ЛГК имени Н. В. Лысенко.

## Научная карьера
С 1982 — профессор Львовской ГК имени Н. В. Лысенко (ныне — Высший музыкальный институт имени Н. В. Лысенко).
Научные труды посвящены украинской песне и её создателям. Работает над автобиографической книгой.

## Государственные награды
- орден княгини Ольги III степени (2008)[1].
- юбилейная медаль «20 лет независимости Украины» (19 августа 2011)[2].
- орден «Знак Почёта» (24.11.1960).
- медаль «За трудовую доблесть» (07.03.1960)[3].
- Народная артистка Украинской ССР (1979).
- Государственная премия УССР имени Т. Г. Шевченко (1976) — за концертные программы (1973—1975).